# Sayre Champlin Service Station
Pour les articles homonymes, voir Sayre.
La Sayre Champlin Service Station est une ancienne station-service américaine à Sayre, dans le comté de Beckham, en Oklahoma. Construite vers 1934, elle est inscrite au Registre national des lieux historiques depuis le 3 mars 2004.